# Legioen van Verdienste (Verenigde Staten)
Het Legioen van Verdienste, in het Engels "Legion of Merit", is een Amerikaanse onderscheiding. De Amerikaanse regering verkoos in 1942 het begrip ridderorde te vermijden en koos in navolging van Napoleons Legioen van Eer voor de aanduiding "legioen".
Bij het benoemen van de graden vermeed men aanduidingen als "ridder", "commandeur" en "grootkruis". Men nam de door de Franse consul Napoleon voor zijn Legioen van Eer bedachte rangaanduidingen over.
Deze hebben een militair karakter maar zij komen min of meer overeen met de graden van een klassieke ridderorde.
De onderscheiding wordt voor uitzonderlijke verdienste tijdens het op voortreffelijke wijze uitoefenen van taken en voor prestaties verleend. De administratie ligt in handen van het Amerikaanse Ministerie van Defensie. De Hogere Defensiemedaille (Defense Superior Service Medal) is hoger en onder het Legioen van Verdienste komt het Amerikaanse Vliegerskruis (Distinguished Flying Cross).
Behalve aan Amerikaanse militairen kent men de onderscheiding ook aan militairen en politieke leiders van bondgenoten toe. Deze "orde" omvat een van de twee om de hals gedragen onderscheidingen en is de enige Amerikaanse onderscheiding met diverse graden, als in een Europese ridderorde.

## De graden
Er is geen grootmeester of kanselier.
Amerikanen zijn onafhankelijk van hun dienstgraad benoembaar. Zij worden altijd Legionair en kunnen niet worden bevorderd. Een Amerikaan kan de onderscheiding wél twee- of driemaal ontvangen.
Voor buitenlanders gelden de volgende bepalingen.
- Grootofficier (Chief Commander)

Volgens de richtlijn worden alleen staatshoofden en regeringschefs in deze graad benoemd.
- Commandeur (Commander)

Volgens de richtlijn worden stafchefs in deze graad benoemd.
- Officier (Officer)

Volgens de richtlijn worden generaals, militaire attachés en vlagofficieren in deze graad benoemd.
- Legionair (Legionnaire)

## De ontstaansgeschiedenis
Hoewel de eerste suggesties om een onderscheiding al deze in te stellen in 1937 werden gedaan kwam de opdracht van de adjudant-generaal aan de firma Bailey, Banks, and Biddle pas in december 1941. In eerste instantie zou de naam "Meritorious Service Medal" hebben moeten zijn.
In de Verenigde Staten is voor een dergelijk instituut een wet nodig en het 77e Congres ging op 20 juli 1942 akkoord met het instellen van wat nu geen "medaille" maar het "Legioen van Verdienste" heette.
Het Congres bepaalde dat de onderscheiding voor Amerikaanse troepen en de troepen van het Gemenebest van de Filipijnen bestemd was. Ook militairen uit bevriende staten konden de onderscheiding ontvangen.
De wijze van verlenen werd door de president, Franklin Delano Roosevelt, in een decreet, een "Executive order" vastgelegd. De president moest benoemingen goedkeuren. In 1943 werd dit besluit gewijzigd en op voorstel van generaal George C. Marshall werd het benoemen van Amerikaans personeel aan het Ministerie van Oorlog overgelaten.
De huidige benoemingsprocedure is bij decreet vastgelegd door president Dwight D. Eisenhower en de onderscheiding wordt in artikel 1121 van Code 10 van het Federale Wetboek genoemd.
Bij de uitreiking wordt een diploma overhandigd dat niet is gezegeld. Het is door de Amerikaanse president en de minister van Oorlog, later die van Defensie, getekend. Op het diploma wordt de graad van de onderscheiding vermeld en er is ruimte opengelaten voor de naam en dienstgraad van de decorandus.

## De vormgeving
De keerzijde draagt het motto "ANNUIT COEPTIS" dat ook in het grote zegel van de Verenigde Staten voorkomt en het jaartal "MDCCLXXXII". In 1782 de eerste Amerikaanse onderscheiding, de "Badge of Military Merit", nu het Purple Heart geheten ingesteld.
Het lint heeft de kleuren van het lint van dit gewondeninsigne.

## Vormgeving
| Chief Commander | Commander | Officer | Legionnaire |
| --------------- | --------- | ------- | ----------- |
|                 |           |         |             |
| baton           |           |         |             |
|                 |           |         |             |

De ster van de grootofficier is 76 millimeter breed en wordt op de linkerborst gedragen. Op het baton wordt een niet geëmailleerd gouden miniatuur op een goudkleurig galon bevestigd.
Op de keerzijde staat "UNITED STATES OF AMERICA" gegraveerd.
Het kleinood van de commandeur is 57 millimeter breed en wordt aan een 49 millimeter breed lint om de hals gedragen. Op het baton wordt een niet geëmailleerd zilveren miniatuur op een zilverkleurig galon bevestigd.
Op de wit geëmailleerde keerzijde staan "UNITED STATES OF AMERICA" en "ANNUIT COEPTIS MDCCLXXXII." op een purperen ring met de naam van de decorandus.

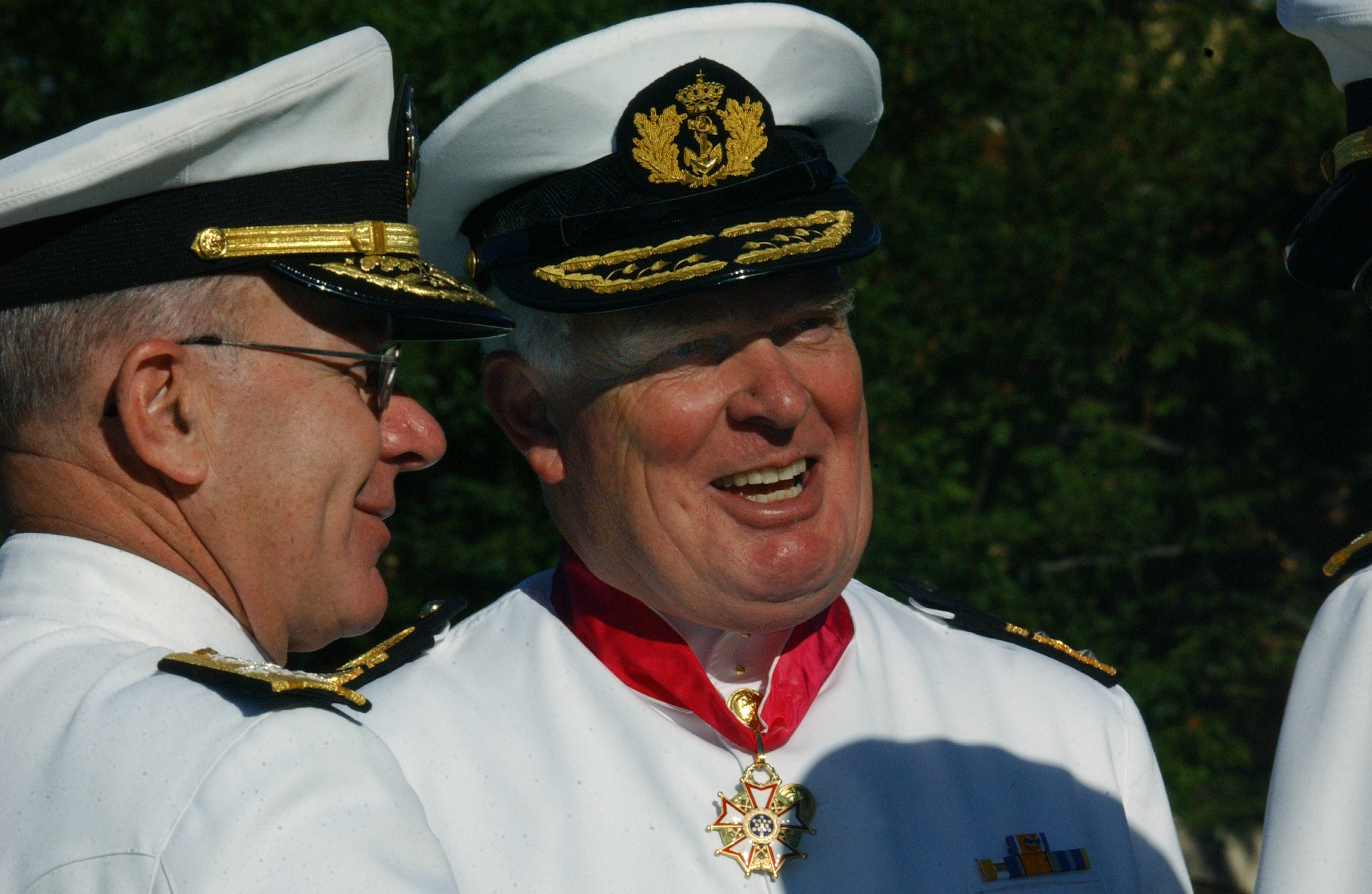
Onderscheiding uitgereikt aan Vice Admiraal Cees van Duyvendijk van de Nederlandse Marine.

Het kleinood van de officier is 48 millimeter breed en wordt aan een 49 millimeter breed lint op de linkerborst gedragen. Op het 35 millimeter brede lint wordt een 19 millimeter breed ongeëmailleerd gouden miniatuur vastgemaakt. Op het baton wordt een niet geëmailleerd gouden miniatuur bevestigd.
Op de wit geëmailleerde keerzijde staan "UNITED STATES OF AMERICA" en "ANNUIT COEPTIS MDCCLXXXII." op een purperen ring met de naam van de decorandus.
Het kleinood van de legionair is 48 millimeter breed en wordt aan een 49 millimeter breed lint op de linkerborst gedragen. Het lint is 35 millimeter breed.
Op de wit geëmailleerde keerzijde staan "UNITED STATES OF AMERICA" en "ANNUIT COEPTIS MDCCLXXXII." op een purperen ring met de naam van de decorandus.

## Buitenlandse dragers van deze onderscheiding
Prins Bernhard der Nederlanden werd in juni 1943 als Commandeur in het Legioen van Verdienste opgenomen. Hij werd in april 1952 door president Harry S. Truman bevorderd tot Chief Commander. De prins droeg het versiersel vaak in combinatie met zijn andere oorlogsonderscheidingen. Na zijn dood lag de ster op een kussen naast zijn opgebaarde kist. Zie de Lijst van onderscheidingen van prins Bernhard der Nederlanden.

### Benoemd totChief Commander
Een selectie:
- de Chinese generalissimo Chiang Kai-shek, deze belangrijke Amerikaanse bondgenoot was de eerste die de ster mocht ontvangen.
- de Russische maarschalk Georgi Zjoekov
- koning Michael I van Roemenië
- de koningsgezinde Joegoslavische generaal Dragoljub Mihailovich[9] postuum.
- de Britse admiraal sir Bertram Home Ramsay KCB KBE MVO Royal Navy[10]
- de Britse admiraal sir John Henry Dacres Cunningham KCB MVO Royal Navy[11]
- de Britse admiraal of the Fleet Andrew Cunningham, 1st Viscount Cunningham of Hyndhope GCB DSO Royal Navy
- de Britse luchtmaarschalk Arthur Tedder, 1st Baron Tedder GCB Royal Air Force
- de Britse luchtmaarschalk sir Arthur Coningham KCB DSO MC DFC AFC Royal Air Force
- de Britse veldmaarschalk William Slim, 1st Viscount Slim KG, GCB, GCMG, GCVO, GBE, DSO, MC
- keizer Haile Selassie van Ethiopië
- koning Mohammed VI van Marokko

### Benoemd totCommander
Een selectie:
- de Braziliaanse brigadegeneraal Amaro Soares Bittencourt was de eerst benoemde commandeur.
- Stefan Rowecki bijgenaamd "Grot". Deze Poolse generaal werd op 9 augustus 1984 postuum benoemd door president Ronald Reagan.
- luitenant-generaal Władysław Anders, een Pools generaal
- de Duitse generaals Hans-Otto Budde, Adolf Heusinger, Klaus Naumann en Wolfgang Schneiderhan. Zij dienden de NAVO.
- de Franse generaals Edgard de Larminat en Alain de Boissieu
- generaal sir Peter de la Billière KCB, KBE, DSO, MC & gesp, de bevelhebber van de Britse troepen tijdens de Golfoorlog in 1991.
- de Belgische generaal Marc Compernol werd op 7 maart 2014 benoemd door David Hogg voor zijn uitzonderlijke inzet als chef van de Belgische Landcomponent in Afghanistan (ISAF).

### Benoemd totOfficer
Een selectie:
- De eerste benoemingen waren voor de Nederlandse kolonel Johannes Kroese Meijer van de Koninklijke Landmacht, majoor HJ Thompson van het Britse leger en majoor SM Dobrowalski van het Poolse leger.
- luitenant-kolonel Harry Linthorst Homan
- kolonel buiten dienst Anko Fortuin van de Koninklijke Luchtmacht
- vice-admiraal  Willem Jan Kruys, 1943 door president Roosevelt zelf, in 1960 uitgebreid met “Combat V”
- landmachtgeneraal  Joost Schaberg
- generaal-majoor Hans van der Louw

### Benoemd totLegionnaire
Een selectie:
- De eerste benoeming was voor Ann A. Bernatitus, verpleegster die in Bataan en Corregidor[12] gewonden verzorgde.
- Vijftien Nederlanders uit het verzet, onder wie Jan Borghouts.[13]

## Benoemingen in het Legioen van Verdienste
Amerikanen worden zonder dat er een graad of rang wordt genoemd in het Legioen van Verdienste opgenomen. De hogere graden zijn alleen voor buitenlanders bestemd. Er is een uitzondering gemaakt in 1942. 
Toen de generaals Lyman Lemnitzer en Mark Wayne Clark in Afrika aankwamen om de operaties tegen het Duitse Afrikakorps te leiden brachten zij in hun bagage kratten vol onderscheidingen waaronder het nieuwe Legioen van Verdienste mee. Omdat zij het instellingsbesluit verkeerd uitlegden benoemden zij bij aankomst zestig Amerikaanse officieren tot "Officer" in het Legioen van Verdienste. 
De Amerikaanse president was daarmee beslist niet ingenomen maar de generaals werden niet door hun opperbevelhebber gedesavoueerd en de beslissing werd niet ongedaan gemaakt.
Een selectie:
- David H. Hackworth - een hoog gedecoreerde Vietnamveteraan
- Hyman G. Rickover, de "vader van de atomair aangedreven vloot"
- Edward L. Beach, Jr., de commandant van de nucleaire onderzeeër USS Triton, (SSRN-586), de eerste onderzeeër die onder water rond de aarde voer.
- Edwin Hubble, de astronoom kreeg de onderscheiding voor zijn werk op het Aberdeen Proving Ground.
- luitenant-kolonel David Niven, een commando in de Tweede Wereldoorlog
- Audie Murphy, de hoogst gedecoreerde Amerikaan in de Tweede Wereldoorlog
- George Stevens, de luitenant-kolonel was de legercineast die de landingen in Normandië en de bevrijding van Dachau vast wist te leggen.
- John McCain, oorlogspiloot in de Vietnamoorlog en later senator van de Verenigde Staten.

## Het Legioen van Verdienste en de Amerikaanse strafwet
Het zich onterecht voordoen als een drager van het Legioen van Verdienste, het kopen, verkopen en ruilen van deze onderscheiding en het adverteren van bereidheid om het kleinood of de ster te kopen zijn misdrijven volgens de Amerikaanse strafwet.